# Combattimento dell'Oasi delle Due Palme
Il combattimento dell'Oasi delle Due Palme, noto anche come Suani Abd el-Rani, fu un episodio della guerra italo-turca.

## Descrizione
Gli arabo-turchi provenienti da una grossa base costituita a Benina, svilupparono nel corso dei mesi di novembre e dicembre 1911 numerosi attacchi contro la linea fortificata italiana di Bengasi e contro reparti in ricognizione, mantenendosi in forze nell'Oasi delle Due Palme, chiamata localmente anche Suani 'Abd el-Rani (arabo Suwānī ʿAbd al-Rānī).
Nel marzo 1912 gli arabo-turchi rinnovarono i loro attacchi contro le opere difensive della città. Oltre agli assalti condotti contro le opere difensive in fase costruttiva ed in particolare contro la ridotta del Foyat, gli ottomani agirono anche per interrompere le comunicazioni telefoniche e telegrafiche tra la ridotta Grande e quella del Foyat; ciò costrinse il comando di Bengasi, nella notte tra l'11 e il 12 marzo, a disporre un servizio di appostamento al margine est del Foyat per sorprendere gli assalitori e a destinare allo scopo una compagnia del 57º fanteria.. Nelle prime ore del mattino, verso le 5:00, si sviluppò un primo attacco ottomano, accompagnato da salve di artiglieria contro la ridotta del Foyat cui fu risposto con il fuoco delle artiglierie e dei reparti di presidio. Alle 9:00, il generale Ottavio Briccola ordinò al generale Giovanni Ameglio di agire controffensivamente e questi destinò all'operazione sette battaglioni organizzati su due reggimenti, appartenenti alla IV Brigata (due battaglioni del 4º ed uno del 63º) ed alla VII Brigata (due battaglioni del 57° ed uno del 79º), un gruppo di artiglieria da campagna, uno da montagna ed il reggimento cavalleggeri (due squadroni dei Cavalleggeri di Lucca e due dei Cavalleggeri di Piacenza), alle truppe già schierate si aggiunse anche uno squadrone indigeno di savari comandati da Maurizio de Vito Piscicelli. Il settimo battaglione (III/57°) fu assegnato alla riserva generale.
Iniziato il tiro delle artiglierie il generale Ameglio decise di procedere contro i turchi avanzando da nord e da sud per impedire vie di fuga. Sviluppato il combattimento intervennero, oltre ai reparti delle colonne d'assalto, anche altri contingenti del 79º fanteria e il battaglione del 57º posto a riserva. Le truppe turche, attaccate alla baionetta dai fanti del 4°, del 63°, del 57°, del 79º fanteria e sotto il fuoco delle artiglierie, furono costrette alla ritirata dopo aver subito perdite ingentissime..
Le perdite da parte italiana furono di 5 ufficiali morti e 12 feriti; 32 uomini di truppa morti e 130 feriti. Le perdite avversarie furono stimate in circa un migliaio di cui 750 morti contati sul campo. Il successo italiano, se valse a far rinunciare all'esercito turco l'idea di ulteriori azioni contro Bengasi, non fu risolutivo poiché nella battaglia non intervenne il grosso delle forze turche che continuarono quindi a minacciare la regione.